# Співкнязі Андорри

Герб співкнязів та глави уряду Андорри

Співкнязі Андорри — двоє рівних за своїм статусом та повноваженнями голів держав (кат. cap d'estat) в Андоррі в ранзі князів. Протягом різних історичних періодів співкнязями Андорри були поряд з єпископами Урхеля — міста в Іспанії, графи Фуа і, як їх спадкоємці королі та імператори Франції та французькі президенти. На сьогодні титул та права князя Андорри ділять між собою єпископ Урхельський та президент Франції на час своїх повноважень.

## Повноваження співкнязів Андорри
Згідно з конституцією Андорри, що була прийнята 14 квітня 1993 співкнязі є:
|  | ...разом і роздільно головою держави, і уособлють собою верховне представництво. ...символами і гарантами постійності та наступності Андорри, а також її незалежності і підтримки традиційного духу паритету та рівноваги у відносинах із сусідніми державами. Вони є виразниками духа узгоженості андорської держави у її міжнародних забов'язаннях... ...арбітрами та гарантами стабільності діяльності публічних влад та інститутів. |

Повноваження співкнязів рівні. Виконуючи їх вони можуть діяти як окремо так і разом. До їх повноважень належить:
- Оголошувати загальні вибори або референдум за інціативою голови уряду та у випадку зміни конституції;
- Призначати голову уряду з обраних Генеральною радою кандидатур;
- Розпуск Генеральної ради за вимогою голови уряду;
- Акредитація представників Андорри у інших державах та представників інших держав в Андоррі;
- Призначення посадових осіб вищих органів влади князівства;

Але у виконанні цих повноважень князі зв'язані обов'язковою контриасигнацією зі сторони голови уряду або синдика (голови) Генеральної ради. Окрім того вони можуть вільно:
- Разом здійснювати право помилування;
- Створювати необхідні допоміжні органи;
- Призначати по одному члену Вищої ради Правосуддя від кожного співкнязя;
- Призначати 2 членів Конституційного Трибуналу — по одному від кожного.

Співкнязі також разом санкціонують та промульгують у строк від 8 до 15 днів закони та ратифікують міжнародні договори, що приймаються Генеральною радою. Вони мають право звернутись до Конституційного Трибуналу із проханням дати висновок, про конституційність законів та міжнародних договорів. У випадку, якщо трибунал визнає акт конституційним він має бути підписаний хоча б одним зі співкнязів Андорри.

Співкнязі Андорри можуть призначати спеціальних представників та делегувати їм деякі зі своїх повноважень. Але, через близькість своєї єпархії до князівства, єпископ Урхельський найчастіше виконує всі свої функції самостійно.

До проголошення суверенітету і прийняття конституції андорці посилали своїм співкнязям данину на великі свята.

### Князівська інавгурація
Основною частиною інавгурації співкнязів Андорри є принесення присяги на вірність андорському народові. Для французького президента вона найчастіше проходить у Парижі, а для єпископа Урхельського скоро після його інтронізації на кафедру у замку Андорра-ла-Велья, столиці князіства.

## Список співкнязів Андорри
| Духовні співкнязі                        | Французькі співкнязі                                                                             | Роки правління                      |  |
| Єпископи Урхельські                      | Графи Фуа                                                                                        |                                     |  |
| ---------------------------------------- | ------------------------------------------------------------------------------------------------ | ----------------------------------- |  |
| Пер д'Урткс                              |                                                                                                  | 1278-1293                           |  |
|                                          | Роже Бернар III, граф де Фуа та віконт де Кастельбон                                             | 1278-1302                           |  |
| Гілльєм де Монткада                      |                                                                                                  | 1295-1308                           |  |
|                                          | Ґастон I, граф Фуа та віконт де Кастельбон                                                       | 1302-1315                           |  |
| Рамон Требайлла                          |                                                                                                  | 1309-1326                           |  |
|                                          | Ґастон II, граф Фуа, віконт Беарнський та Кастельбон                                             | 1315-1343                           |  |
| Арно де Ллорда                           |                                                                                                  | 1326-1341                           |  |
| Пер де Нарбона                           |                                                                                                  | 1341-1347                           |  |
|                                          | Ґастон III Феб, граф Фуа, віконт Беарнський та Кательбон                                         | 1343-1391                           |  |
| Ніколо Капосі                            |                                                                                                  | 1348-1351                           |  |
| Хуг Десбах                               |                                                                                                  | 1351-1361                           |  |
| Гільйом Арно де Патау                    |                                                                                                  | 1362-1364                           |  |
| Пер де Луна                              |                                                                                                  | 1365-1370                           |  |
| Berenguer d'Erill i de Pallars           |                                                                                                  | 1371-1388                           |  |
| Galceran de Vilanova                     |                                                                                                  | 1388-1415                           |  |
|                                          | Matthieu, comte de Foix, vicomte de Béarn et de Castelbon                                        | 1391-1398                           |  |
|                                          | Isabelle Ire, comtesse de Foix, vicomtesse de Béarn                                              | 1398-1413                           |  |
|                                          | GRAILLY                                                                                          |                                     |  |
|                                          | Archibald                                                                                        | 1398-1413                           |  |
|                                          | Jean Ier, comte de Foix, vicomte de Béarn                                                        | 1413-1436                           |  |
| Francesc de Tovia                        |                                                                                                  | 1416-1436                           |  |
|                                          | Gaston IV, comte de Foix, vicomte de Béarn                                                       | 1436-1472                           |  |
| Arnau Roger de Pallars                   |                                                                                                  | 1437-1461                           |  |
| Jaume de Cardona i de Gandia             |                                                                                                  | 1462-1466                           |  |
| Roderic de Borja i Escriva`              |                                                                                                  | 1467-1472                           |  |
|                                          | François Phébus, comte de Foix, vicomte de Béarn                                                 | 1472-1483                           |  |
| Pere de Cardona                          |                                                                                                  | 1472-1515                           |  |
|                                          | Catherine Ire, reine de Navarre, comtesse de Foix, vicomtesse de Béarn                           | 1483-1517                           |  |
|                                          | ALBRET                                                                                           |                                     |  |
|                                          | Jean II (1483-)                                                                                  | 1512-1516                           |  |
| Joan Despés                              |                                                                                                  | 1515-1530                           |  |
|                                          | Henri II, roi de Navarre, comte de Foix, vicomte de Béarn                                        | 1516-1555                           |  |
| Pere Jordà d'Urríes                      |                                                                                                  | 1532-1533                           |  |
| Francesc d'Urríes                        |                                                                                                  | 1534-1551                           |  |
| Miquel Despuig                           |                                                                                                  | 1552-1556                           |  |
|                                          | Jeanne III, reine de Navarre, comtesse de Foix, vicomtesse de Béarn                              | 1555-1572 (avec Antoine de Bourbon) |  |
|                                          | CAPETIENS-BOURBON                                                                                |                                     |  |
|                                          | Antoine de Bourbon                                                                               | 1555-1562 (avec Jeanne III)         |  |
| Juan Pérez García de Oliván              |                                                                                                  | 1556-1560                           |  |
| Pere de Castellet                        |                                                                                                  | 1561-1571                           |  |
|                                          | Henri III, roi de Navarre, comte de Foix, vicomte de Béarn Henri IV, roi de France et de Navarre | 1562-1589 -1610                     |  |
| Joan Dimas Loris                         |                                                                                                  | 1572-1576                           |  |
| Miquel Jeroni Morell                     |                                                                                                  | 1577-1579                           |  |
| Hug Ambrós de Montcada                   |                                                                                                  | 1580-1586                           |  |
| Andreu Capella                           |                                                                                                  | 1587-1609                           |  |
| Bernat de Salbà i de Salbà               |                                                                                                  | 1610-1620                           |  |
|                                          | Louis XIII, roi de France et de Navarre                                                          | 1610-1643                           |  |
| Luís Díes Aux de Armendáriz              |                                                                                                  | 1621-1627                           |  |
| Antonio Pérez                            |                                                                                                  | 1627-1633                           |  |
| Pau Duran                                |                                                                                                  | 1634-1651                           |  |
|                                          | Louis XIV, roi de France et de Navarre                                                           | 1643-1715                           |  |
| Joan Manuel de Espinosa                  |                                                                                                  | 1655-1663                           |  |
| Melcior Palau i Boscà                    |                                                                                                  | 1664-1670                           |  |
| Pere de Copons i de Teixidor             |                                                                                                  | 1671-1681                           |  |
| Joan Desbach Martorell                   |                                                                                                  | 1682-1688                           |  |
| Oleguer de Montserrat Rufet              |                                                                                                  | 1689-1694                           |  |
| Julià Cano Thebar                        |                                                                                                  | 1695-1714                           |  |
| Simeó de Guinda y Apeztegui              |                                                                                                  | 1714-1737                           |  |
|                                          | Louis XV, roi de France et de Navarre                                                            | 1715-1774                           |  |
| Jordi Curado y Torreblanca               |                                                                                                  | 1738-1747                           |  |
| Sebastià de Victoria Emparán y Loyola    |                                                                                                  | 1747-1756                           |  |
| Francesc Josep Catalán de Ocón           |                                                                                                  | 1757-1762                           |  |
| Francesc Fernández de Xátiva y Contreras |                                                                                                  | 1763-1771                           |  |
| Joaquín de Santiyán y Valdivielso        |                                                                                                  | 1772-1779                           |  |
|                                          | Louis XVI, roi de France et de Navarre                                                           | 1774-1792                           |  |
| Juan de García y Montenegro              |                                                                                                  | 1780-1783                           |  |
| Josep de Boltas                          |                                                                                                  | 1785-1795                           |  |
|                                          | Les présidents de la Convention nationale (de jure)                                              | 1792-1793                           |  |
| Francesco Antonio de la Dueña y Cisneros |                                                                                                  | 1797-1816                           |  |
|                                          | Napoléon Ier, empereur des Français                                                              | 1806-1814                           |  |
|                                          | Andorre annexé au département français du Sègre                                                  | 1812-1813                           |  |
|                                          | Charles-Maurice de Talleyrand-Périgord, Président du Gouvernement provisoire                     | 1814                                |  |
|                                          | Charles-Philippe, comte d'Artois, Lieutenant général du royaume                                  | 1814                                |  |
|                                          | Louis XVIII, roi de France                                                                       | 1814-1815                           |  |
|                                          | Napoléon Ier, empereur des Français                                                              | 1815                                |  |
|                                          | Napoléon II, empereur des Français                                                               | 1815                                |  |
|                                          | Louis XVIII, roi de France                                                                       | 1815-1824                           |  |
| Bernat Francés y Caballero               |                                                                                                  | 1817-1824                           |  |
|                                          | Charles X, roi de France                                                                         | 1824-1830                           |  |
| Bonifaci López y Pulido                  |                                                                                                  | 1824-1827                           |  |
| Simó de Guardiola y Hortoneda            |                                                                                                  | 1827-1851                           |  |
|                                          | Louis-Philippe d'Orléans, Lieutenant général du royaume Louis-Philippe Ier, roi des Français     | 1830 -1848                          |  |
|                                          | Jacques Dupont de l'Eure, Président du Gouvernement provisoire de la République française        | 1848                                |  |
|                                          | Philippe Buchez, Président de l'Assemblée nationale constituante                                 | 1848                                |  |
|                                          | François Arago, Président de la Commission du pouvoir exécutif                                   | 1848                                |  |
|                                          | Eugène Cavaignac, Chef du pouvoir exécutif                                                       | 1848                                |  |
|                                          | Louis-Napoléon Bonaparte, Président de la République Napoléon III, empereur des Français         | 1848-1852 -1870                     |  |
| Josep Caixal i Estradé                   |                                                                                                  | 1853-1879                           |  |
|                                          | Jules Trochu, Président du Gouvernement de la défense nationale                                  | 1870-1871                           |  |
|                                          | Denis Benoist d'Azy, Président de l'Assemblée nationale                                          | 1871                                |  |
|                                          | Jules Grévy, Président de l'Assemblée nationale                                                  | 1871                                |  |
|                                          | Adolphe Thiers, Chef du pouvoir exécutif de la République française Président de la République   | 1871 -1873                          |  |
|                                          | Patrice de Mac-Mahon, Président de la République                                                 | 1873-1879                           |  |
|                                          | Armand Dufaure, Président du Conseil                                                             | 1879                                |  |
|                                          | Jules Grévy, Président de la République                                                          | 1879-1887                           |  |
| Salvador Casañas y Pagés                 |                                                                                                  | 1879-1901                           |  |
|                                          | Maurice Rouvier, Président du Conseil                                                            | 1887                                |  |
|                                          | Sadi Carnot, Président de la République                                                          | 1887-1894                           |  |
|                                          | Charles Dupuy, Président du Conseil                                                              | 1894                                |  |
|                                          | Jean Casimir-Périer, Président de la République                                                  | 1894-1895                           |  |
|                                          | Charles Dupuy, Président du Conseil                                                              | 1895                                |  |
|                                          | Félix Faure, Président de la République                                                          | 1895-1899                           |  |
|                                          | Charles Dupuy, Président du Conseil                                                              | 1899                                |  |
|                                          | Émile Loubet, Président de la République                                                         | 1899-1906                           |  |
| Ramon Riu i Cabanes                      |                                                                                                  | 1901                                |  |
| Joan Josep Laguarda i Fenollera          |                                                                                                  | 1905-1906                           |  |
|                                          | Armand Fallières, Président de la République                                                     | 1906-1913                           |  |
| Joan Benlloch i Vivó                     |                                                                                                  | 1906-1919                           |  |
|                                          | Raymond Poincaré, Président de la République                                                     | 1913-1920                           |  |
| Justí Guitart i Vilardebó                |                                                                                                  | 1920-1940                           |  |
|                                          | Paul Deschanel, Président de la République                                                       | 1920                                |  |
|                                          | Alexandre Millerand, Président du Conseil Président de la République                             | 1920 -1924                          |  |
|                                          | Frédéric François-Marsal, Président du Conseil                                                   | 1924                                |  |
|                                          | Gaston Doumergue, Président de la République                                                     | 1924-1931                           |  |
|                                          | Paul Doumer, Président de la République                                                          | 1931-1932                           |  |
|                                          | André Tardieu, Président du Conseil                                                              | 1932                                |  |
|                                          | Albert Lebrun, Président de la République                                                        | 1932-1940                           |  |
|                                          | Philippe Pétain, chef de l'État français                                                         | 1940-1944                           |  |
| Ramon Iglesias y Navarri                 |                                                                                                  | 1942-1969                           |  |
|                                          | Шарль де Голль, Глава Тимчасового уряду Французької республіки                                   | 1944-1946                           |  |
|                                          | Félix Gouin, Président du GPRF                                                                   | 1946                                |  |
|                                          | Georges Bidault, Président du GPRF                                                               | 1946                                |  |
|                                          | Léon Blum, Président du GPRF                                                                     | 1946-1947                           |  |
|                                          | Vincent Auriol, Président de la République                                                       | 1947-1954                           |  |
|                                          | René Coty, Président de la République                                                            | 1954-1959                           |  |
|                                          | Шарль де Голль, президент Франції                                                                | 1959-1969                           |  |
|                                          | Ален Поер, виконувач обов'язків президента Франції                                               | 1969                                |  |
| Ramón Malla Call                         |                                                                                                  | 1969-1971                           |  |
|                                          | Жорж Помпіду, президент Франції                                                                  | 1969-1974                           |  |
| Жуан-Марті Аланіс                        |                                                                                                  | 1971-2003                           |  |
|                                          | Ален Поер, виконувач обов'язків президента Франції                                               | 1974                                |  |
|                                          | Валері Жискар д'Естен, президент Франції                                                         | 1974-1981                           |  |
|                                          | Франсуа Міттеран, президент Франції                                                              | 1981-1995                           |  |
|                                          | Жак Ширак, президент Франції                                                                     | 1995-2007                           |  |
| Жуан-Анрік Бібас                         |                                                                                                  | 2003-2025                           |  |
|                                          | Ніколя Саркозі, президент Франції                                                                | 2007-2012                           |  |
|                                          | Франсуа Олланд, президент Франції                                                                | 2012-2017                           |  |
|                                          | Еммануель Макрон, президент Франції                                                              | 2017-                               |  |
| Жузеп-Луїс Серрано Пентінат              |                                                                                                  | 2025-                               |  |

## Виноски
1. ↑  The constitution of the Principality of Andorra. andorramania.com.
2. ↑  Конституція Князівства Андорри, стаття 43, п.1
3. ↑  Вона ж, стаття 44, п.1
4. ↑  Вона ж, стаття 44, п.2